# اوه هه وون
اوه هه وون (کره‌ای: 오혜원؛ زادهٔ ۱۳ مارس ۱۹۸۶) بازیگر و مدل اهل کره جنوبی است. او به خاطر ایفای نقش در مجموعه‌های تلویزیونی فرزندان هیچکس، بازمانده برگزیده: ۶۰ روز و دینر میت شناخته می‌شود. او همچنین در فیلم زنده نیز حضور پیدا کرده‌است.

## فیلم‌شناسی

### مجموعه تلویزیونی
| سال  | عنوان                     | نقش         | منابع  |
| ---- | ------------------------- | ----------- | ------ |
| ۲۰۱۸ | زندگی                     | جونگ        | [ ۴ ]  |
| ۲۰۱۸ | عشق بیهوده                | گروهبان     | [ ۵ ]  |
| ۲۰۱۸ | فرزندان هیچکس             | چا سه کیونگ | [ ۶ ]  |
| ۲۰۱۹ | بازمانده برگزیده: ۶۰ روز  | وو شین یونگ | [ ۷ ]  |
| ۲۰۱۹ | غریبه‌هایی از جهنم         | سون یو جونگ | [ ۸ ]  |
| ۲۰۲۰ | دینر میت                  | ایم سو را   | [ ۹ ]  |
| ۲۰۲۱ | گمشده                     | مشتری       | [ ۱۰ ] |
| ۲۰۲۱ | درام ویژه: کالاهای معمولی | سو جین      | [ ۱۱ ] |
| ۲۰۲۱ | مالیخولیا                 | نو یون وو   | [ ۱۲ ] |
| ۲۰۲۲ | لیست خرید قاتل            | یا چه       | [ ۱۳ ] |
| ۲۰۲۳ | روز شانس خونین            | نو هیون جی  | [ ۱۴ ] |